# 北西地域 (ロシア帝国)
北西地域、北西部地域、北西諸県、あるいは北西部諸県（ロシア語: Северо-Западный край）は、帝政ロシア期に旧リトアニア大公国（概ね現在のベラルーシとリトアニアに相当する）を指して用いられた名称である。

## 歴史
北西地域はリトアニア大公国領から、ポーランド分割を経て帝政ロシアに編入された地域であり、行政中心地はヴィリナ（現ヴィリニュス）であった。11月蜂起（1830-1831年）の後、ロシア政府はポーランド分割によって獲得した地域への統制を強化し、1840年にはベラルーシ、リトアニアの地名を用いることを禁止して、同地を総称する名称として「北西地域」が用いられるようになった。北西地域には以下の6県（グベールニヤ）が含まれていた。
県名はロシア語、（　）内はリトアニア語・ベラルーシ語による名称
- ヴィリナ県（リトアニア・ヴィリニュス）
- コヴノ県（リトアニア・カウナス）
- グロドノ県（ベラルーシ・フロドナ）
- ミンスク県（ベラルーシ・ミンスク）
- モギリョフ県（ベラルーシ・マヒリョウ）
- ヴィテプスク県（ベラルーシ・ヴィツェプスク）

1864年の地方行政改革の際には、上記の6県には地方行政機関（ゼムストヴォ）が置かれなかった。同地ではカトリックやユニエイトを弾圧して正教会の拡充が図られた。また、ベラルーシ語の書籍の発行に検閲を掛け、公式な場におけるポーランド語の使用を禁止する一方、ロシア語の初等教育機関を普及させるなどのロシア化が進められた。
北西地域という区分は1912年に廃止され、未配置だった県にもゼムストヴォが設置された。北西地域だった地域は、その後ソビエト連邦期を経て、現在はベラルーシとリトアニアとなっている。